# Mistrzostwa Świata Mężczyzn w Curlingu 1969
Mistrzostwa Świata Mężczyzn w Curlingu 1969 rozgrywane były w Perth Ice Rink, w Perth (Szkocja). Rywalizowało ze sobą 8 reprezentacji.

## Reprezentacje
| Kraj              | Skip                   | Trzeci           | Drugi                 | Otwierający       |
| ----------------- | ---------------------- | ---------------- | --------------------- | ----------------- |
| Francja           | Pierre Boan            | André Mabboux    | Yves Vallet           | Richard Duvillard |
| Kanada            | Ron Northcott          | Dave Gerlach     | Bernie Sparkes        | Fred Storey       |
| RFN               | Werner Fischer-Weppler | Herbert Kellner  | Rolf Klug             | Heinz Kellner     |
| Norwegia          | Erik Gylenhammar       | Sverre Michelsen | Niss Riise-Hanssen    | Kai Dyvik         |
| Stany Zjednoczone | Bud Somerville         | Bill Strum       | Franklin Bradshaw     | Gene Oveson       |
| Szkocja           | Bill Muirhead          | George Haggart   | Derek Scott           | Alec Young        |
| Szwajcaria        | Heinz Beutler          | Mario Bettosini  | Jean-Pierre Mühlemann | Kurt Schneider    |
| Szwecja           | Kjell Oscarius         | Bengt Oscarius   | Claes-Göran Carlman   | Christer Wessel   |

## Wyniki

### Klasyfikacja końcowa
| # | Kraj              |
| - | ----------------- |
| 1 | Kanada            |
| 2 | Stany Zjednoczone |
| 3 | Szkocja           |
| 4 | Szwecja           |
| 5 | Szwajcaria        |
| 6 | RFN               |
| 7 | Francja           |
| 8 | Norwegia          |

### Finał
|        | Wynik |                   |
| ------ | ----- | ----------------- |
| Kanada | 9 – 6 | Stany Zjednoczone |

### Półfinał
|                   | Wynik |         |
| ----------------- | ----- | ------- |
| Stany Zjednoczone | 7 – 5 | Szkocja |

### Round Robin

#### Klasyfikacja
| # | Kraj              | Wygranych | Przegranych |
| - | ----------------- | --------- | ----------- |
| 1 | Kanada            | 6         | 1           |
| 2 | Stany Zjednoczone | 5         | 2           |
| 3 | Szkocja           | 5         | 2           |
| 4 | Szwecja           | 4         | 3           |
| 5 | Szwajcaria        | 3         | 4           |
| 6 | RFN               | 2         | 5           |
| 7 | Francja           | 2         | 5           |
| 8 | Norwegia          | 1         | 6           |

#### Sesje
| Sesja |                   | Wynik   |                   |
| ----- | ----------------- | ------- | ----------------- |
| 1     | RFN               | 14 – 11 | Francja           |
| 1     | Szwajcaria        | 11 – 5  | Norwegia          |
| 1     | Kanada            | 11 – 6  | Szwecja           |
| 1     | Szkocja           | 11 – 4  | Stany Zjednoczone |
| 2     | Szkocja           | 14 – 8  | Francja           |
| 2     | Kanada            | 22 – 5  | RFN               |
| 2     | Stany Zjednoczone | 13 – 6  | Norwegia          |
| 2     | Szwajcaria        | 10 – 8  | Szwecja           |
| 3     | Francja           | 9 – 8   | Szwecja           |
| 3     | Stany Zjednoczone | 21 – 1  | RFN               |
| 3     | Szkocja           | 12 – 5  | Szwajcaria        |
| 3     | Kanada            | 28 – 2  | Norwegia          |
| 4     | Szkocja           | 14 – 5  | RFN               |
| 4     | Szwecja           | 11 – 2  | Norwegia          |
| 4     | Kanada            | 9 – 6   | Szwajcaria        |
| 4     | Stany Zjednoczone | 12 – 3  | Francja           |
| 5     | Stany Zjednoczone | 12 – 10 | Kanada            |
| 5     | RFN               | 11 – 7  | Szwajcaria        |
| 5     | Szwecja           | 10 – 7  | Szkocja           |
| 5     | Francja           | 14 – 7  | Norwegia          |
| 6     | Kanada            | 9 – 4   | Francja           |
| 6     | Szwecja           | 12 – 3  | RFN               |
| 6     | Szkocja           | 15 – 4  | Norwegia          |
| 6     | Stany Zjednoczone | 15 – 3  | Szwajcaria        |
| 7     | Norwegia          | 13 – 11 | RFN               |
| 7     | Szwecja           | 9 – 8   | Stany Zjednoczone |
| 7     | Kanada            | 9 – 8   | Szkocja           |
| 7     | Szwajcaria        | 7 – 5   | Francja           |